# Bestavaripeta
Bestavaripeta là một thị trấn thống kê (census town) của quận Prakasam thuộc bang Andhra Pradesh, Ấn Độ.

## Nhân khẩu
Theo điều tra dân số năm 2001 của Ấn Độ, Bestavaripeta có dân số 6496 người. Phái nam chiếm 53% tổng số dân và phái nữ chiếm 47%. Bestavaripeta có tỷ lệ 70% biết đọc biết viết, cao hơn tỷ lệ trung bình toàn quốc là 59,5%: tỷ lệ cho phái nam là 80%, và tỷ lệ cho phái nữ là 58%. Tại Bestavaripeta, 11% dân số nhỏ hơn 6 tuổi.